# Prospekt Mira (Kaluzjsko–Rizjskajalinjen)
Prospekt Mira (ryska: Проспект Мира, Fredsavenyn), är en tunnelbanestation på Kaluzjsko–Rizjskajalinjen i Moskvas tunnelbana. –
Stationen öppnades den 1 maj 1958 och har utsvängda pyloner klädda med vit marmor och krönta med metallkornischer. Väggarna är klädda med benvita keramiska plattor med horisontella svarta ränder. 
Ingången till stationen är belägen på västra sidan av Prospekt Mira (norr om Protopopovskij Pereulok) i bottenvåningen av Metrons centrala kontrollbyggnad.

## Byten
På stationen kan man byta till Prospekt Mira-stationen på Koltsevajalinjen (ringlinjen).